# Cryptodaphne
Cryptodaphne is een geslacht van weekdieren uit de klasse van de Gastropoda (slakken).

## Soorten
- Cryptodaphne adiaphora Morassi & Bonfitto, 2010
- Cryptodaphne affinis (Schepman, 1913)
- Cryptodaphne gradata (Schepman, 1913)
- Cryptodaphne kilburni Morassi & Bonfitto, 2006
- Cryptodaphne pseudodrillia Powell, 1942 †
- Cryptodaphne rugosa Sysoev, 1997
- Cryptodaphne semilirata (Powell, 1942) †